# エタノール沈殿
エタノール沈殿（ethanol precipitation）とは、多糖類などが溶解している溶液にエタノールを加え、溶質を沈殿させること。およびその沈殿物。遺伝子工学の実験では、核酸を精製する基本操作として一般的な手法である。
以下、核酸のエタノール沈殿法について説明する。

## 原理
核酸（DNA,RNA）は、極性を持つ高分子であり、水に溶解させることができる。エタノールは常温では、水よりも極性が小さく、任意の比率で水と混合できる液体である。エタノール自体は核酸を溶解させない。核酸水溶液にエタノールを加えると、すでに溶けていた核酸はエタノールに溶けないため、次第に析出する。
しかしながら、核酸はその構成要素リン酸に由来する負の電荷を持つため、お互いに反発し沈殿ができにくい。そのため、エタノール沈殿を行う場合、塩化ナトリウム溶液・酢酸ナトリウム緩衝液・酢酸アンモニウム緩衝液などを核酸溶液に加え、核酸の電荷を中和した後、エタノールを加えて沈殿させる。
上記の沈殿を得やすくするため、低温下で混合液を保管する（-20～-80°C）、グリコーゲンなどの共沈剤を加えるなどの操作が行われることもある。
また、エタノールの代わりに、より極性が小さいイソプロパノールを用いると、より沈殿が得やすい。しかし、イソプロパノールはエタノールよりも揮発性が低いため、最後の乾燥の段階で時間がかかるという欠点がある。またイソプロパノールが残ると、その後の実験に影響が大きい（酵素活性が阻害されるなど）ので、沈殿の洗浄・乾燥に留意が必要である。
水溶性のポリエーテルであるポリエチレングリコール（PEG）を用いたDNAの沈殿法（PEG沈殿）も用いられる。これには高分子量のDNAを優先的に沈殿させる効果があり、プラスミドなどの精製過程でのRNAの除去などに用いられる。これもPEGを除くために再度エタノール沈殿を行う必要がある。

## 諸条件
核酸のエタノール沈殿は極めて一般的な手法であるが、実施上の細かな条件は多様なものが用いられている。
温度
沈殿を生成させる温度は常温から-80°C程度まで様々で行われている。低温であるほど沈殿が得やすいと考えられているが、一般には氷温でも充分定量的に回収できる。
塩
上述の通り塩析効果が期待できればどのような塩でも構わないが、共在する化合物や引き続き行う実験の種類によっては不適切になる場合も考えられる。例えば溶液中にSDSが存在する場合、カリウムイオンによって不溶性沈殿が生じるためカリウム塩は避ける必要がある。一般によく用いられているのは以下の4種類であり、特に酢酸ナトリウムは頻用される。
- 酢酸ナトリウム

一般的に用いられる塩である。
- 酢酸アンモニウム

デオキシリボヌクレオシド三リン酸の溶解度が高いため、これを除く目的で用いられる。アンモニウムイオンにより阻害される酵素（DNAリガーゼ・リン酸化酵素・ある種の制限酵素など）があるので注意が必要である。
- 塩化リチウム

エタノール水溶液への溶解度が高いため、RNAの濃縮など高濃度のエタノールで沈殿を得たい場合に用いられる。塩化物イオンにより阻害される酵素（RNAポリメラーゼ・逆転写酵素など）があるので注意が必要である。
- 塩化ナトリウム

溶液中のSDSを除く目的で用いられる。
遠心条件
共沈剤を使わない場合でも、氷温・12000×g・15分間の遠心分離で20ng程度のDNAを定量的に回収することができる。しかしごく微量である場合や、100塩基に満たない短い核酸断片である場合は、より強い条件で長い時間の遠心分離が必要になる。

## 操作の手順
1. 必要に応じてDNA（RNA）溶液に緩衝液、共沈剤を加える。
2. DNA溶液に十分量の100％エタノールを加え、氷冷する。DNAや、DNAにイオン結合している塩類などが凝集する。
3. 上記の懸濁液をマイクロチューブ等に入れて遠心分離にかける。DNAがペレットとして沈殿するので、上清を捨てる。
4. DNAペレットに70-80％エタノールを加え、再びDNAを凝集させる。
5. ボルテックスミキサー（実験用の卓上撹拌機）等を用いて、懸濁液を十分に混合する。この作業により、DNAに混じっている塩類が水に溶解する。
6. 懸濁液を再度遠心機にかけ、上清を捨てる。
7. 4～6の作業をもう一度繰り返す。
8. DNAペレットを風乾し、精製されたDNAを得る。